# Ранульф де Блондевиль, 6-й граф Честер
Ранульф (III) де Блондевиль (Бландевиль) (англ. Ranulf de Blondeville (Blundevill); 1170 — 18 октября 1232) — англо-нормандский аристократ, 4/6-й граф Честер, виконт д’Авранш и виконт де Байё с 1181 года, граф Ричмонд и герцог Бретани (по праву жены) в 1189—1199 годах, 1-й граф Линкольн с 1217 года, сын Гуго де Кевильока, 3/5-го графа Честера, и Бертрады де Монфор.

## Биография

### Молодые годы
Ранульф был единственным выжившим сыном Гуго де Кевильока, 3/5-го графа Честера. Согласно Честерским анналам, родился он в 1170 году. Хотя это поздний источник, созданный в 1265 году, однако он достаточно надёжен в отображении событий, связанных с графским домом. Кроме того, этот год хорошо соотносится с другими зафиксированными датами: годом рождения Гуго де Кевильока (1147), годом брака Гуго (1169), годом рождения его второго ребёнка, Матильды (1171). Мать Ранульфа, Бертрада де Монфор (ок. 1155—1227), дочери Симона III де Монфора, хотя ранее считалось, что она дочь Симона (IV) де Монфора, второго из сыновей Симона III. Ранее считалось, что прозвище «де Блондевиль» (фр. de Blundeville), под которым известен Ранульф, связано с его местом рождения — Озуэстри в Шропшире (Уэльс). Однако, согласно исследованиям Б. Харриса, это прозвище впервые появилось только в конце XIV века в анналах аббатства Дьелакр, а с Озуэстри оно связано только с XVI века. Таким образом, место рождения Ранульфа неизвестно.
О молодых годах Ранульфа известно мало. Его няня, Вимарк, происходила из местного рода. Около 1177—1181 годов упоминается, что его учителем был Александр.
30 июня 1181 года умер Гуго де Кевильок, после чего Ранульф унаследовал его владения и титулы. Поскольку он был несовершеннолетним, то король Генрих II Плантагенет лично взял молодого наследника под опеку.

### Герцог Бретани
Совершеннолетним Ранульф был объявлен в 1187 году. Такое раннее признание самостоятельности юного графа Честера, вероятно, было связано с амбициозными планами короля по его поводу. Вскоре Генрих II женил Ранульфа на герцогине Констанции Бретонской, дочери и наследнице герцога Конана IV Бретонского, вдове королевского сына Жоффруа (Джеффри), управлявшей герцогством от имени Артура, посмертного сына от брака с Жоффруа. Честерские анналы сообщают, что Ранульф был посвящён Генрихом II в рыцари 1 января 1189 года, а 3 февраля женился на Констанции, однако здесь текст перепутан, вероятнее оба события произошли в 1188 году. Таким образом, юный граф оказался в авангарде континентальной политики Плантагенетов, нацеленной на противостояние французам в их попытках захватить Бретань. Кроме этого, Ранульфу были переданы английские владения с титулом графа Ричмонда, права на которые имела Констанция. Возможно, что к 1190 году он отпраздновал свой новый статус, для него была сделана вторая печать, которая была создана на основе печатей предыдущих герцогов Бретонских. В актах Ранульф использовал титулы герцога Бретонского и графа Ричмонда, хотя и не всегда последовательно.
В 1189—1194 годах политический вес Ранульфа не соответствовал потенциальной важности его положения, он практически не участвовал в событиях в Нормандии и Бретани, а также, несмотря на поздние легенды, не сопровождал короля Англии Ричарда I в Третьем крестовом походе. Кроме того, он избегал споров за власть между сторонниками Ричарда I и его брата, принца Джона. Большинство актов, которые Ранульф подписал в это время, относятся к Честеру, вероятно он пытался упрочить власть в своих родовых владениях после длительного периода малолетства.
В 1194 году Ранульф участвовал в захвате Ноттингемского замка для недавно вернувшегося из плена Ричарда I, а затем принял участие в королевской коронации, во время которой нёс церемониальный меч. К сентябрю 1194 года Ранульф присоединился к английскому королю во Франции. Судя по подписанным графом Честером в это время актам, большую часть времени он проводил в Нормандии.
В 1198 году Ричард I утвердил за Ранульфом баронство Болингброк в Линкольншире, на которое он претендовал после смерти своего родственника Уильяма III де Румара. Однако это был локальный успех. Констанция Бретонская, жена Ранульфа, с 1189 года управляла Бретонским герцогством самостоятельно. Влияние графа Честера на неё было мало. В 1196 году он заключил жену в замок Сен-Жак-де-Беврон на границе Нормандии, однако это вызвало восстание бретонцев, а Артур, пасынок Ранульфа, бежал ко двору короля Франции Филиппа II Августа. Ричард I, возможно, поддержал Ранульфа, вторгшись в Бретань, однако успехов в попытке получить власть над женой и её владениями граф Честер не добился.

### Правление Иоанна Безземельного
В 1199 году умер Ричард I. Наследником его должен был стать его племянник, Артур Бретонский, пасынок Ранульфа, однако престол захватил младший брат Ричарда, Иоанн Безземельный. Не видя для себя никаких преимуществ в поддержке притязаний Артура, Ранульф перешёл на сторону Иоанна. Констанция Бретонская, в ответ на это, развелась с ним, выйдя замуж за Ги де Туара. Ранульф принял этот развод и в 1200 году женился на бретонке Клеменции де Фужер, вдове Алена де Витре. Этот новый бретонский брак, вероятно, преследовал те же цели, что и первый, хотя и более скромным образом: поддержать положение Ранульфа в западной Нормандии, где он был виконтом Бессина и Авранша, позволяя оказывать влияние на нормандско-бретонское пограничье. Брак с Клеменцией принёс ему ряд несколько владений в Англии и Нормандии. Однако в результате развода Ранульф лишился Ричмонда, который перешёл после смерти Констанции в 1201 году к Ги де Туару, а после того как тот отступился от Иоанна Безземельного — к Роберту де Бомону, графу Лестеру.
В 1204 году Нормандия была завоёвана королём Франции Филиппом II Августом. В результате этого Ранульф потерял все нормандские владения. При этом, в первые годы правления короля Иоанна Ранульф не получил в Англии какой-то существенной компенсации за свои потери. Ряд историков считают, что причиной этого были достаточно напряжённые отношения Ранульфа с королём. Точно известно о двух эпизодах, когда король потребовал от Ранульфа сдачи замков и земель для доказательства лояльности: в 1203 году в Нормандии после отступничества от Иоанна Фужеров, родичей жены Ранульфа, а в декабре 1214 года — в Англии, когда Ранульф находился в союзе с королём Поуиса Гвенвинвином, с которым враждовал Иоанн. В обоих случаях графу Честеру удалось доказать свою лояльность, после чего санкции против него были отменены.
Подписи Ранульфа на разных актах показывают, что он часто исполнял служебные обязанности при короле, особенно в Нормандии в начале 1204 года. Ранульф понёс тяжёлые потери в Нормандии; хотя нет никаких доказательств того, что он был на грани восстания, король решил дальше не подвергать его лояльность испытанию: в марте 1205 года Иоанн Безземельный передал графу Честеру большинство Ричмондских владений в Йоркшире, ранее принадлежавших недавно умершему графу Лестеру, а также освободил его от уплаты ряда долгов.

## Семья

### Браки и дети
1-я жена: с 3 февраля 1188 года (развод 1199 год) Констанция Бретонская (ок. 1161 — 3/4 сентября 1201), герцогиня Бретани и графиня Ричмонд с 1171, дочь герцога Конана IV Бретонского и Маргариты Хантингдонской, вдова Жоффруа (Джеффри) II Плантагенета (23 сентября 1158 — 19 августа 1186), английского принца, герцога Бретани. Детей от этого брака не было. После развода Констанция вышла замуж в третий раз, её мужем стал Ги де Туар (ум. 23 апреля 1213).
2-я жена: с 7 октября 1200 года Клеменция де Фужер (ум. 1252, после 25 декабря), дочь Гильома де Фужера и Агаты дю Омме, вдова Алена де Витре. Согласно «Europäische Stammtafeln», у Ранульфа была дочь, которая могла родится только от второго брака с Клеменцией:
- Маргарита (ум. ок. 1220); муж: Жоффруа I (ум. 15 сентября 1221), виконт де Роган с 1205[3]

## Комментарии
1. ↑  В одних источниках Ранульф назван 6-м графом[1] (нумерация ведётся от первого пожалования титула Гуго д’Авраншу), в других — 4-м графом[2] (пожалование титула Ранульфу ле Мешену там считается отдельной креацией).
2. ↑  Люси, прабабка Ранульфа, приходилась прабабкой и Уильяму III де Румару